# Rudnîkî, Pidhaiți
Rudnîkî (în ucraineană Рудники) este un sat în comuna Lîtvîniv din raionul Pidhaiți, regiunea Ternopil, Ucraina.

## Demografie
Componența lingvistică a localității Rudnîkî
     Ucraineană (100%)
Conform recensământului din 2001, toată populația localității Rudnîkî era vorbitoare de ucraineană (100%).